# Västra Transdanubien

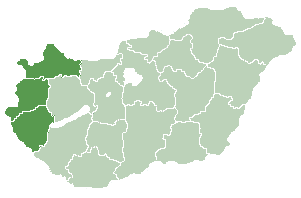
Västra Transdanubien i Ungern.

Västra Transdanubien (ungerska: Nyugat-Dunántúl) är en statistisk region (NUTS 2) i västra Ungern. Namnet kommer från det historiska landskapet Transdanubien. Regionhuvudstaden är Győr. Regionen består av provinserna Győr-Moson-Sopron, Vas samt Zala.